# 葉孝友
葉孝友，字宇寧，江西廣信府貴溪縣人，明朝政治人物、進士出身。
鄉試三十二名。洪武四年，會試一百零三名，登進士三甲，授順德府平鄉縣縣丞。